# Šentjur na Polju
Šentjur na Polju je naselje v Občini Sevnica.